# Cantó de Pervenchères
El cantó de Pervenchères és un cantó francès del departament de l'Orne, situat al districte de Mortagne-au-Perche. Té 14 municipis i el cap es Pervenchères.

## Municipis
- Barville
- Bellavilliers
- Coulimer
- Eperrais
- Montgaudry
- Parfondeval
- La Perrière
- Pervenchères
- Le Pin-la-Garenne
- Saint-Jouin-de-Blavou
- Saint-Julien-sur-Sarthe
- Saint-Quentin-de-Blavou
- Suré
- Vidai

## Història
| Data d'elecció                           | Identitat        | Partit                     | Qualitat |
| ---------------------------------------- | ---------------- | -------------------------- | -------- |
| 1949-1961                                | M. Barbet        | RPF, després divers droite |          |
| 1961-1967                                | M. Gireau        | UNR, després UDR           |          |
| 1967-1980                                | M. Chardon       | Divers droite              |          |
| 1980-1992                                | Yves Jourdan     | RPR                        |          |
| 1992-                                    | Antoine Perrault | Divers droite              |          |
| les dades anteriors no són pas conegudes |                  |                            |          |
|                                          |                  |                            |          |

## Demografia
| A partir de 1990: Població sense dobles comptes |